# NGC 1930
NGC 1930 je galaksija u zviježđu Slikarskom stalku.

## Vanjske poveznice
- SEDS: NGC 1930